# Sadomas
Sadomas is een bestuurslaag in het regentschap Majalengka van de provincie West-Java, Indonesië. Sadomas telt 1545 inwoners (volkstelling 2010).